# Кейтель, Вильгельм
Ви́льгельм Бо́девин Йо́ханн Гу́став Ке́йтель (нем. Wilhelm Bodewin Johann Gustav Keitel; 22 сентября 1882, Хельмшероде, Герцогство Брауншвейг, Германская империя — 16 октября 1946[…], Нюрнбергская тюрьма, Американская зона оккупации Германии) — немецкий военный деятель, начальник Верховного командования вооружённых сил нацистской Германии (1938—1945), генерал-фельдмаршал (1940).
Международным военным трибуналом в Нюрнберге признан виновным в преступных действиях против мира, военных преступлениях и преступлениях против человечности и как один из главных военных преступников казнён через повешение 16 октября 1946 года.

## Биография
Родился в имении Хельмшероде (около Гандерсхайма, герцогство Брауншвейг) в семье землевладельца Карла Вильгельма Августа Луиса Кейтеля (1854—1934) и Аполлонии Кейтель, урождённой Виссеринг (1855—1888). Имение было куплено в 1871 году его дедом, окружным королевским советником Карлом Вильгельмом Эрнстом Кейтелем. Кейтелям ещё долго приходилось расплачиваться с кредиторами, потому семья жила небогато. Свадьбу его родители сыграли в сентябре 1881 года, а в сентябре следующего года родился их первенец Вильгельм. Когда ему было 6 лет, Аполлония скончалась от родильной горячки, дав жизнь второму сыну, Бодевину Кейтелю, в будущем также ставшему военачальником.
До 9 лет юный Вильгельм учился у домашних учителей, а на Пасху 1892 года отец отправил его в Королевскую гимназию Гёттингена (сейчас — гимназия Макса Планка). Учился Вильгельм средне, не выделяясь на фоне других учеников. В гимназии мечтал о карьере офицера. Он хотел служить в кавалерии, но содержание лошади было ему не по карману, и ему пришлось пойти в полевую артиллерию. На Пасху 1900 года отец записал его вольноопределяющимся в 46-й Нижнесаксонский артиллерийский полк, расквартированный в Вольфенбюттеле и Целле, в относительной близости от Хельмшероде. Как вольноопределяющийся, Кейтель имел привилегии: обязательная служба длилась не 3 года, а год, и доброволец мог выбирать род войск и место службы. Однако ему приходилось жить на личные средства, а не на казённые. Вскоре после этого отец женился во второй раз на Анне Грегуар, домашней учительнице Бодевина.
По окончании школы в Гёттингене Вильгельм Кейтель 7 марта 1901 года прибыл в расположение 46-го артполка, став фанен-юнкером. Штаб и 1-й дивизион (в том числе и 2-я Брауншвейгская батарея, в которой он впоследствии служил) располагался в Вольфенбюттеле, 2-й дивизион — в Целле. Вначале Вильгельм служил в 1-й батарее гауптмана фон Утмана. 18 августа 1902 года он был произведён в лейтенанты, окончив перед этим военное училище в Анкламе. Вскоре его перевели во 2-ю батарею. В это время 3-й батареей командовал другой будущий генерал-фельдмаршал Гюнтер фон Клюге, пришедший в полк из кадетского корпуса; отношения между ними не заладились: Кейтель считал Клюге заносчивым выскочкой, обладавшим тем «букетом отрицательных благоприобретённых качеств», которые дают воспитание и образование в закрытом учреждении казарменного типа. В свою очередь Клюге считал Кейтеля «абсолютным нулём».
В 1904—1905 годах Кейтель учился на годичных курсах артиллерийско-стрелкового училища в Йютербоге. Руководство училища в порядке поощрения за успешную учёбу ходатайствовало о переводе его в учебный полк артиллерийского училища, но Кейтель не захотел учиться вдалеке от отчего дома. Вскоре командир полка полковник фон Штольценберг назначил его полковым адъютантом.
18 апреля 1909 года Вильгельм Кейтель женился на Лизе Фонтен, дочери промышленника и землевладельца из Ганновера Арманда Фонтена. Впоследствии в их семье родилось 6 детей, три сына и три дочери. Сыновья пошли по стопам отца, став военными.

### Первая мировая война
Летом 1914 года Кейтель вместе с женой отдыхал в Швейцарии. Известие об убийстве эрцгерцога Франца Фердинанда застало его в Констанце на пути домой. Вильгельм прервал отпуск и срочно выехал в полк.
Во время Первой мировой войны обер-лейтенант Кейтель служил на Западном фронте в 46-м артиллерийском полку на должности полкового адъютанта и уже в сентябре 1914 года был тяжело ранен во Фландрии (осколком перебило правое предплечье). Вернувшись в полк после лечения, в октябре 1914 года был произведён в капитаны и назначен командиром батареи в 46-м артполку.
В марте 1915 года Кейтель был причислен к корпусу Генерального штаба и переведён в штаб XVII резервного корпуса его представителем. В 1916 году назначен начальником оперативного отдела штаба 19-й резервной дивизии. В декабре 1917 года получил назначение в Большой Генеральный штаб (Берлин). С 21 декабря 1917 — начальник оперативного отдела штаба корпуса морской пехоты во Фландрии.
В конце 1915 года состоялось его знакомство с 1-м офицером оперативного управления штаба 7-й армии майором Вернером фон Бломбергом, обернувшееся преданной дружбой на протяжении их дальнейшей карьеры.
Ещё в 1914 году был награждён Железными крестами обеих степеней, затем получил ещё десять германских орденов и один австрийский орден.

### Между мировыми войнами
После окончания войны капитан Кейтель остался в заново созданной армии Веймарской республики. В 1919 году служил на должности главного интенданта в штабе 2-го армейского корпуса, затем в штабе 10-й бригады. С октября 1919 по сентябрь 1922 года — преподаватель тактики в кавалерийском училище Ганновера, затем командир батареи в 6-м Прусском артполку. В 1923 году произведён в майоры.
В феврале 1925 года Кейтеля перевели в министерство обороны, на должность инструктора департамента подготовки войск. В 1927—1929 годах — вновь на командной должности, командир батальона в 6-м Прусском артполку. Произведён в подполковники.
С октября 1929 по октябрь 1933 года — начальник организационного департамента министерства обороны (нем. Reichswehrministerium). В конце лета 1931 года в составе немецкой военной делегации посетил СССР. В 1933—1934 годах — начальник артиллерии 3-го военного округа. В 1934 году произведён в генерал-майоры. Затем военный комендант Бремена, формировал 22-ю пехотную дивизию.
В октябре 1935 года по рекомендации командующего сухопутными силами генерал-полковника Вернера фон Фрича Кейтель назначен начальником управления вооружённых сил (нем. Wehrmachtamt). С 1 января 1936 года — генерал-лейтенант, с августа 1937 — генерал артиллерии.
4 февраля 1938 года после ликвидации военного министерства (из-за дела Фрича-Бломберга) и замены его Верховным командованием вооружённых сил, Кейтель стал его главой. Эта должность фактически сделала его военным министром Германии с февраля 1938 до мая 1945 года. После аннексии Австрии и оккупации Чехословакии, был произведён в чин генерал-полковника.

### Во время Второй мировой войны
В 1939 году за Польскую кампанию Кейтель награждён планками к Железным крестам (повторное награждение) и Рыцарским крестом. В июле 1940 года, после Французской кампании, получил звание генерал-фельдмаршала.
Кейтель советовал Гитлеру не нападать на Францию и противился войне против СССР. Оба раза он подавал в отставку, но Гитлер её не принимал. В 1942 году Кейтель в последний раз посмел возражать Гитлеру, выступив в защиту разбитого на Восточном фронте фельдмаршала Листа.
Кейтель подписал указ о военном судопроизводстве (13 мая 1941), приказ о комиссарах (6 июня 1941), согласно которому все захваченные политруки и евреи подлежали немедленному расстрелу на месте.
На меморандуме главы абвера В. Канариса с предложениями улучшить обращение с советскими пленными, хотя бы по той причине, что «вместо того, чтобы использовать разногласия внутри населения оккупированных областей для облегчения немецкого управления, делается всё для мобилизации всех внутренних сил России в единой враждебности», Кейтель написал: «Размышления соответствуют солдатским понятиям о рыцарской войне! Здесь речь идёт об уничтожении мировоззрения. Поэтому я одобряю эти меры и защищаю их. К, 23.9.»
Также впоследствии Кейтелю ставили в вину то, что он дал Гиммлеру возможность проводить этнические чистки на оккупированной советской территории, и приказ, согласно которому попавшие в плен лётчики из полка «Нормандия — Неман» не считались военнопленными и должны были быть казнены на месте.
16 сентября 1941 года Кейтель подписал приказ о расстреле заложников на востоке — за убийство одного немецкого солдата должны быть расстреляны от пятидесяти до ста коммунистов. 16 декабря 1942 года им был подписан приказ № 004870/42 о борьбе с партизанами, согласно которому с немецких солдат снималась любая уголовная ответственность за убийство партизан или жестокое обращение с ними; солдатам разрешалось применять в борьбе против партизан «любые средства без ограничений, как против женщин, так и детей».
20 июля 1944 года присутствовал на совещании в «Вольфсшанце» и получил контузию в результате покушения на Гитлера. Придя в сознание, первым бросился к раненому Гитлеру, поднял его и вывел из помещения, после чего активно участвовал в подавлении «заговора 20 июля» и участвовал в заседаниях Суда чести, отдавшего многих высших офицеров, в том числе фельдмаршала фон Вицлебена, «Народной судебной палате».
22 апреля 1945 года выехал из Берлина в штаб 12-й армии генерала Венка с целью заставить его наступать на Берлин с запада, и более в Берлин не попал. Затем с той же целью посещал штаб 9-й армии генерала Буссе.

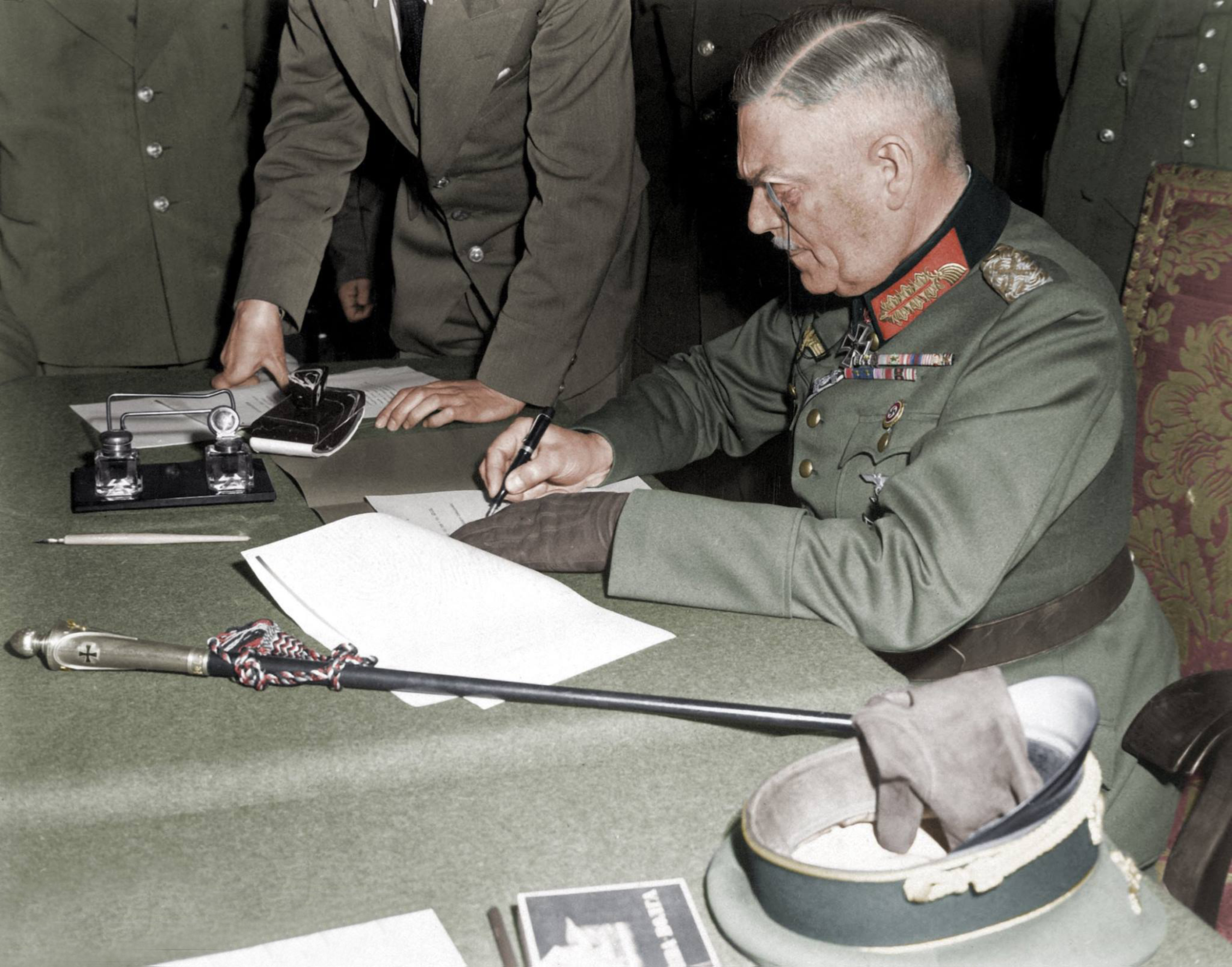
Кейтель подписывает акт о безоговорочной капитуляции

В ночь с 8 на 9 мая 1945 года Кейтель подписал повторный акт о капитуляции Германии.

### После войны

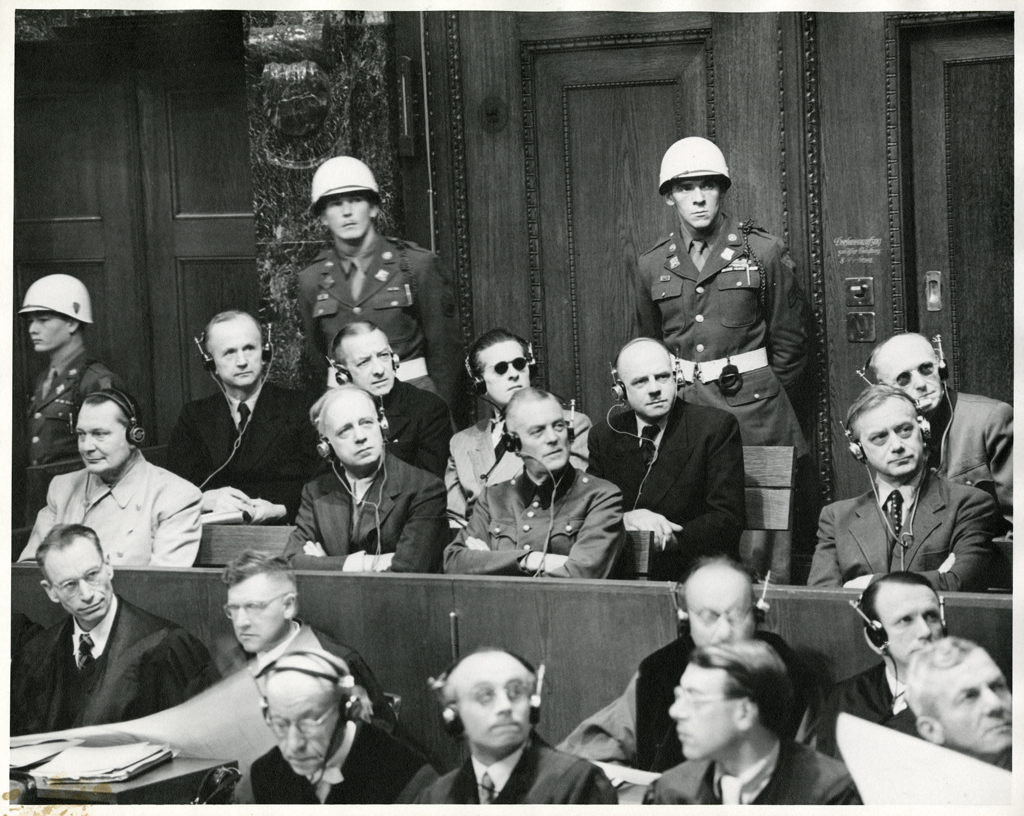
Скамья подсудимых в Нюрнберге
(Кейтель третий слева)

Кейтель был арестован 12 мая 1945 года и 20 ноября того же года предстал перед Международным военным трибуналом, где ему были предъявлены обвинения в заговоре против мира, подготовке и ведении войны, военных преступлениях и преступлениях против человечности. Трибунал отверг доводы адвоката Кейтеля о том, что он всего лишь выполнял приказы Гитлера, и признал его виновным по всем пунктам обвинения. Сам Кейтель отвечал так:
Как германский офицер, я, само собой разумеется, считаю своим долгом держать ответ за всё, что я делал, даже если это было неправильным. Было ли то моей виной или сплетением жизненных обстоятельств, чётко различить удаётся не всегда. Но для меня невозможно одно: возлагать вину на солдата, находящегося на переднем крае, или на унтер-офицера, чтобы тем самым снять ответственность с тех, кто занимал самые высшие посты. Это не только не соответствовало бы истине, но было бы и недостойно… В ходе судебного процесса мой защитник сформулировал два принципиальных вопроса — первый из них ещё несколько месяцев назад:
«Вы не исключаете такую возможность, что смогли бы отказаться от славы триумфатора в случае успешного завершения войны?»
Я ответил:
«Ни при каких обстоятельствах, а наоборот, почёл бы за честь…»
Наконец, второй вопрос:
«Как бы вы поступили, доведись вам оказаться в аналогичной ситуации?»
Я ответил:

«Я бы не позволил втянуть себя в грязную и преступную игру и, скорее всего, избрал бы смерть»… Печально сознавать, что солдатские добродетели — исполнительность и преданность — были использованы в столь низменных целях. Печально и то, что мне так и не удалось определить ту границу, за которой выполнение солдатского долга превращается в свою противоположность… Хочется верить в то, что, осознав и переосмыслив гибельность причин и чудовищность последствий войны, немецкий народ воспрянет к новому и прекрасному будущему в мировом сообществе народов.
1 октября 1946 года Кейтель был приговорён к смертной казни через повешение. 16 октября того же года приговор был приведён в исполнение. После казни Риббентропа на эшафот взошёл Кейтель. Он сам взошёл на платформу без помощи охранников, назвав своё имя. Последними словами Кейтеля были:
Я прошу всемогущего Господа быть милосердным к народу Германии. Более двух миллионов немецких солдат погибли за отчизну до меня. Я иду за моими сыновьями — во имя Германии.
С петлёй на шее он прокричал: «Deutschland über alles!» («Германия превыше всего»).

## Семья
Был женат на Лизе Фонтен, у него было трое сыновей и три дочери. Сыновья стали офицерами различных военных структур Германии.
Старший сын — оберштурмбаннфюрер СС Карл-Хайнц Кейтель (02.01.1914 — 12.12.1968) — сдался американцам и после денацификации благополучно прожил в ФРГ до своей смерти.
Эрнст Вильгельм Кейтель (1915 — 15.10.1956), майор вермахта, начальник штаба 563-й гренадерской дивизии, после капитуляции Курляндской группировки 9 мая 1945 пытался скрыться, но был арестован красноармейцами. До 1955 года находился в СССР в лагере для военнопленных, затем был передан правительству ФРГ и через год скончался.
Ганс Георг Кейтель (11.06.1919 — 18.07.1941) лейтенант вермахта, офицер 29-го моторизованного артиллерийского полка, умер в госпитале в результате тяжёлого ранения, полученного в ходе бомбардировки советской авиацией 14 июля 1941 года немецких позиций в Белоруссии.

## Образ в кино
- 1949 — Сталинградская битва — Николай Комиссаров
- 1955 — Последний акт — Леопольд Хайниш[нем.]
- 1962 — Гитлер (США) — Карл Эсмонд
- 1969 — Освобождение — Герд-Михаэль Хеннеберг
- 1970 — Нюрнбергский эпилог — Тадеуш Бялощиньский
- 1973 — Дни предательства (Чехословакия) — Вильгельм Кох-Хоге
- 1973 — Гитлер: Последние десять дней — Габриэле Ферцетти
- 1973 — Семнадцать мгновений весны — Владимир Емельянов
- 1977 — Солдаты свободы — Герд-Михаэль Хеннеберг
- 1981 — Бункер — Джон Пол[англ.]
- 1988 — Война и воспоминание[англ.] — Джон Малькольм[англ.]
- 1989 — Сталинград — Герд-Михаэль Хеннеберг
- 2000 — Нюрнберг — Фрэнк Фонтейн
- 2004 — Бункер — Дитер Манн (нем. Dieter Mann)
- 2008 — Операция «Валькирия» — Кеннет Крэнем
- 2011 — Контригра — Рашид Тугушев
- 2012 — Белый тигр (Россия) — Кристиан Редль (нем. Christian Redl (Schauspieler))
- 2012 — Роммель — Джо Бауш[нем.]
- 2023 — Нюрнберг — Людвиг Холлбург